# Telecentro

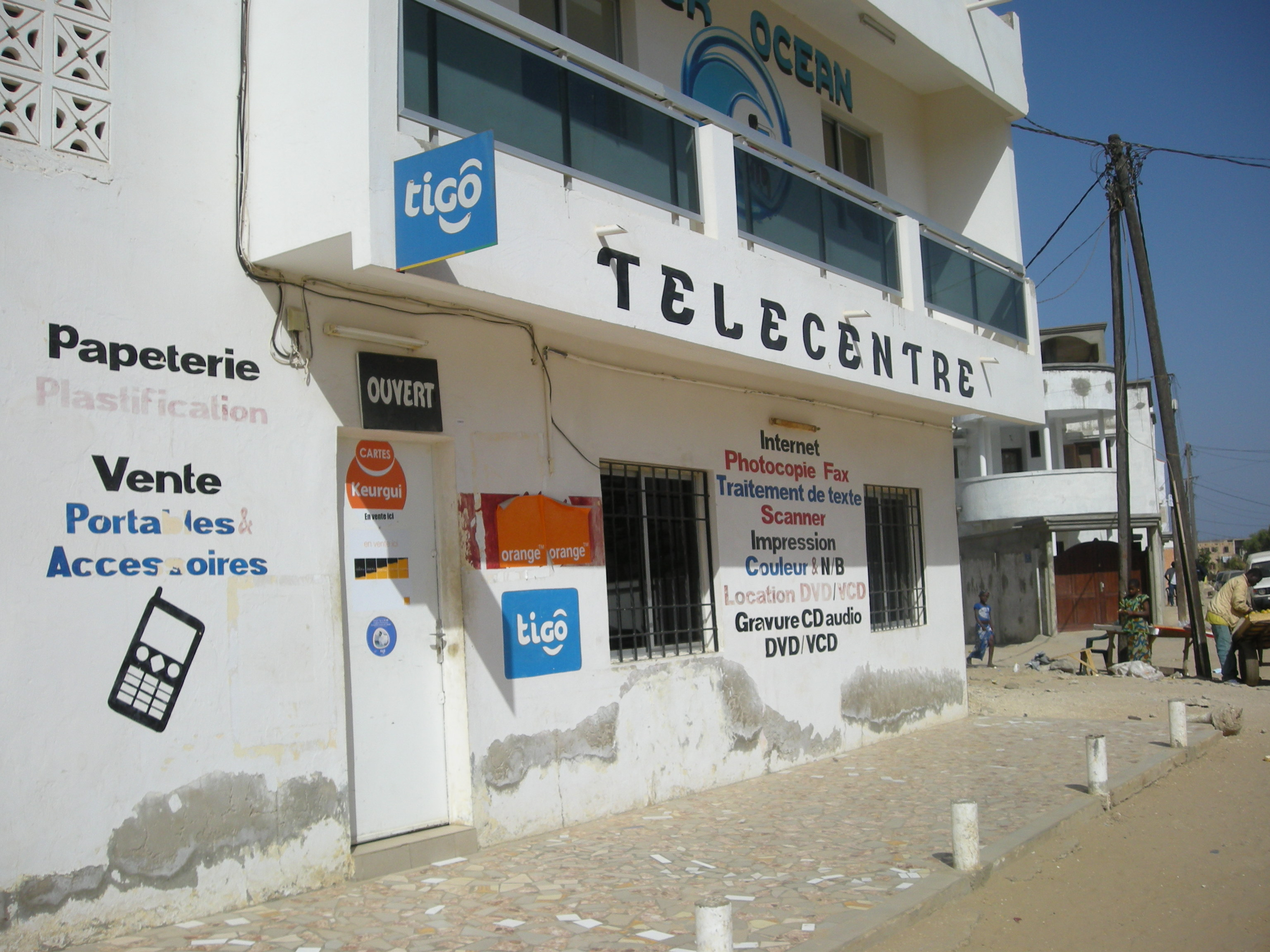
Edificio de un telecentro en Senegal

Un telecentro es un lugar público de encuentro y aprendizaje cuyo propósito es ampliar las oportunidades de desarrollo de grupos y comunidades en situación de vulnerabilidad, facilitándoles el acceso y uso efectivo de las TIC. En estos espacios, la gente puede utilizar computadoras con acceso a la Internet y otras tecnologías que ayudan a recopilar información y a comunicar con otras personas al mismo tiempo que desarrollan habilidades digitales. Cada telecentro es diferente pero todos convergen en el uso de la tecnología para el desarrollo social y comunitario, lo cual reduce el aislamiento, crea contactos, promueve temas relativos a la salud y crea oportunidades económicas.
Los telecentros existen en casi todo el mundo y son a veces conocidos bajo diferentes nombres (por ejemplo centros rurales de conocimiento, infocentros, centros de tecnología comunitaria, centros multimedia comunitarios o telecentros escolares). No debe confundirse este término con el de cibercafé (comúnmente llamado cyber).

## La evolución del movimiento de telecentros

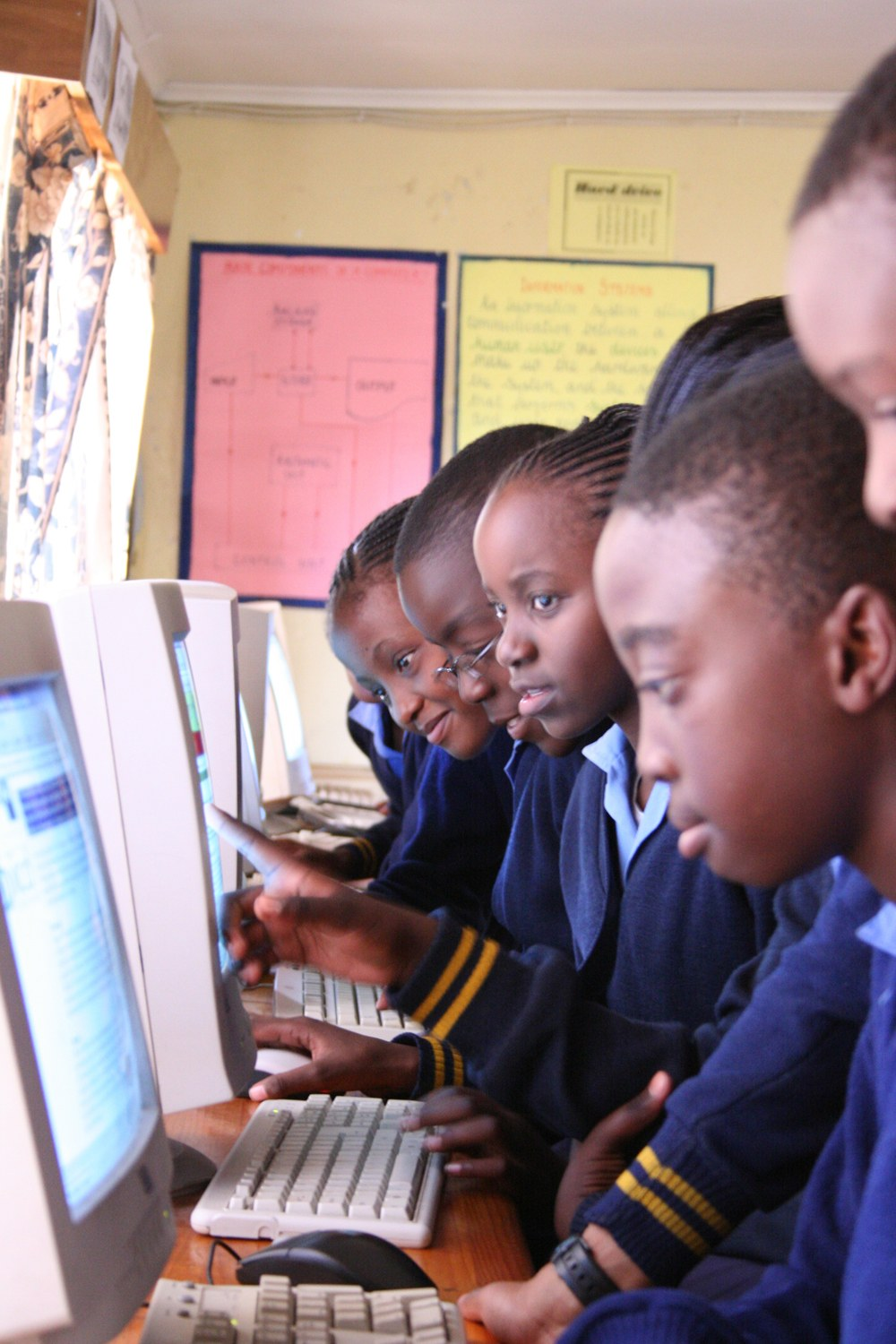
Niños africanos en un telecentro en Zambia

Los orígenes del movimiento de telecentros se pueden remontar a los telecottage de Europa y Salas electrónicas del pueblo (originalmente en Dinamarca) y a los Centros Tecnológicos Comunitarios (CTC) en los Estados Unidos, los cuales surgieron en la década de 1980 como resultado de los avances en computación. En un momento en que se disponía de computadoras, pero todavía no eran un bien común en un hogar, el acceso público a las computadoras surgieron como una solución. En la actualidad, a pesar de que la presencia de los ordenadores en las casas está muy extendida en los Estados Unidos y otros países industrializados, sigue habiendo una necesidad de acceso público y gratuito a la informática, ya sea en los CTC, telecottages o bibliotecas públicas para garantizar que todos tengan acceso a las tecnologías que se han convertido en esencial.